# جرج پیبادی
جرج پیبادی (انگلیسی: George Peabody; ۱۸ فوریهٔ ۱۷۹۵ – ۴ نوامبر ۱۸۶۹) سرمایه‌دار، کارآفرین، مدیر اجرایی و بانکدار اهل ایالات متحده آمریکا بود. او اغلب پدر نیکوکاری مدرن محسوب می‌شود.
پی‌بادی که در خانواده‌ای فقیر در ماساچوست متولد شد، به تجارت کالاهای خشک و بعداً به بانکداری روی آورد. در سال ۱۸۳۷ به لندن (که در آن زمان پایتخت مالی جهان بود) نقل مکان کرد و در آنجا به مشهورترین بانکدار آمریکایی تبدیل شد و به ایجاد اعتبار بین‌المللی این کشور جوان کمک کرد. پی‌بادی که پسری از خود نداشت که بتواند تجارت خود را به او منتقل کند، در سال ۱۸۵۴ جونیوس اسپنسر مورگان را به عنوان شریک خود برگزید و تجارت مشترک آنها پس از بازنشستگی پی‌بادی در سال ۱۸۶۴ به شرکت خدمات مالی جهانی جی. پی. مورگان و شرکا تبدیل شد.
پی‌بادی در دوران پیری به خاطر نیکوکاری خود تحسین جهانی را به دست آورد. او صندوق امانات پی‌بادی را در بریتانیا و مؤسسه پی‌بادی و کتابخانه جورج پی‌بادی را در بالتیمور تأسیس کرد و مسئول بسیاری از ابتکارات خیریه دیگر بود. به خاطر سخاوتش، مدال طلای کنگره به او اعطا شد و به عنوان فریمن شهر لندن، در میان بسیاری از افتخارات دیگر، شناخته شد.